# Phil Libin

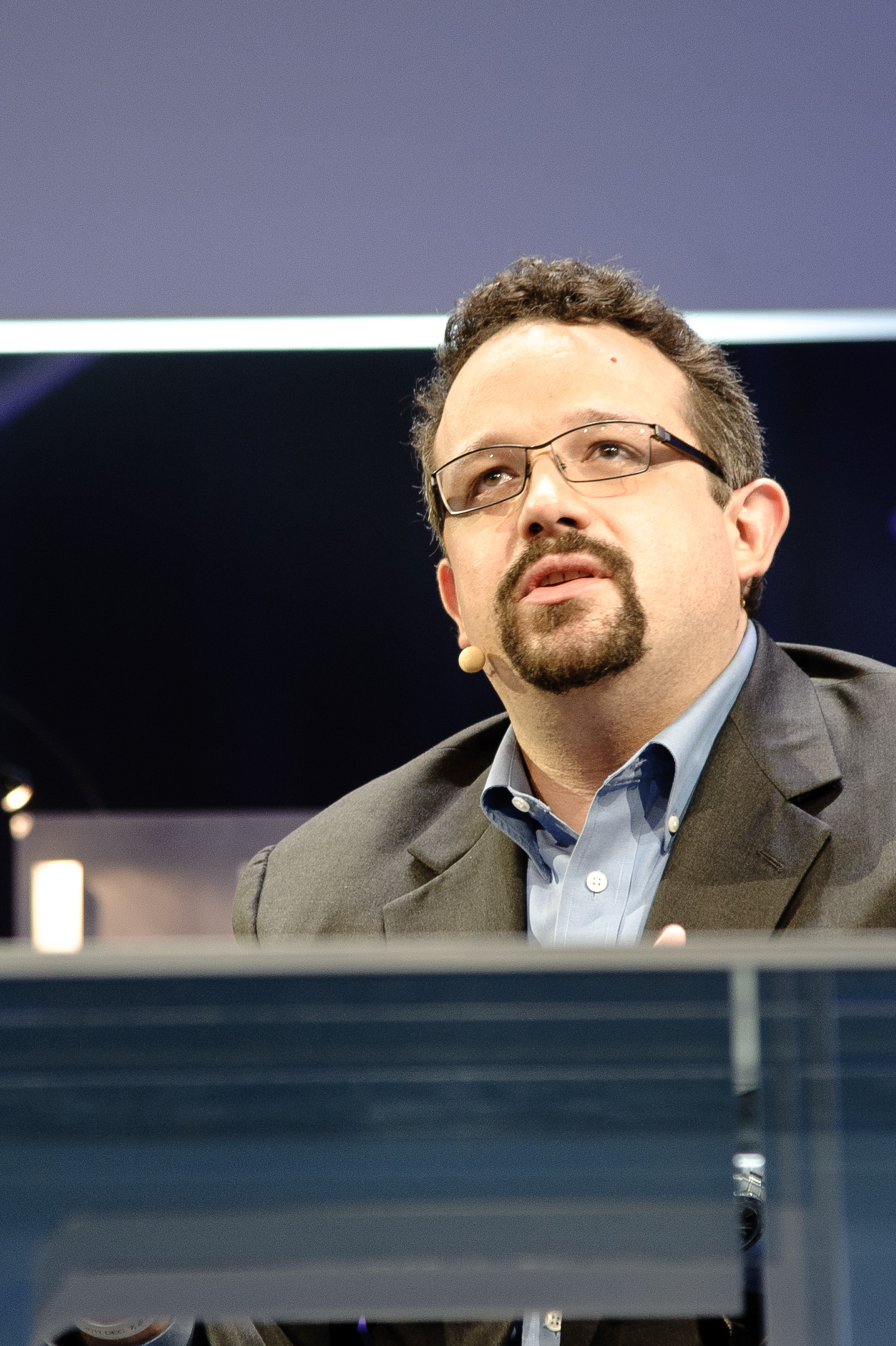
Phil Libin (2011)

Phil Libin (* 1972 in Leningrad, Sowjetunion) ist ein in der Sowjetunion geborener, in den Vereinigten Staaten tätiger Informatiker und war seit 27. Juli 2015 Chef (Executive Chairman) der im Silicon Valley ansässigen Software-Firma Evernote, deren CEO er vorher war. Aktuell ist er CEO des Startups „mmhmm“ sowie des Produkt-Studios „All Turtles“.
Er ist einer der innovativsten EDV-Unternehmensgründer der Welt und gefragter Vortragender bei Kongressen. Zuletzt leitete er Ende Oktober 2013 ein Start-up-Seminar beim Pioneers Festival in Wien.
Vor Evernote gründete und leitete Libin das Technologie-Unternehmen CoreStreet, bis es 2009 von ActivIdentity übernommen wurde. In Boston hatte Libin auch den Internet-Entwickler Engine 5 gegründet, den er 2000 an Vignette Corporation (VIGN) verkaufte.